# Hydra vulgaris
Hydra vulgaris là một loài thuộc chi thủy tức sống trong môi trường nước ngọt. Loài này hoàn toàn không bị ảnh hưởng bởi quá trình lão hóa.

## Đặc điểm
Nó có kích thước nhỏ khoảng 12mm với cơ thể hình ống có từ 4 đến 12 xúc tu, miệng và chân chứa chất dính. Loài này ăn bằng cách mở rộng các xúc tu và đợi thức ăn chạm các xúc tu này, sau đó đưa vào miệng.

## Sinh sản
H. vulgaris có thể sinh sản theo 3 cách chính đó là sinh sản hữu tính, ghép mắt, và gián tiếp thông qua việc tái sinh (sinh học).

## Hình ảnh

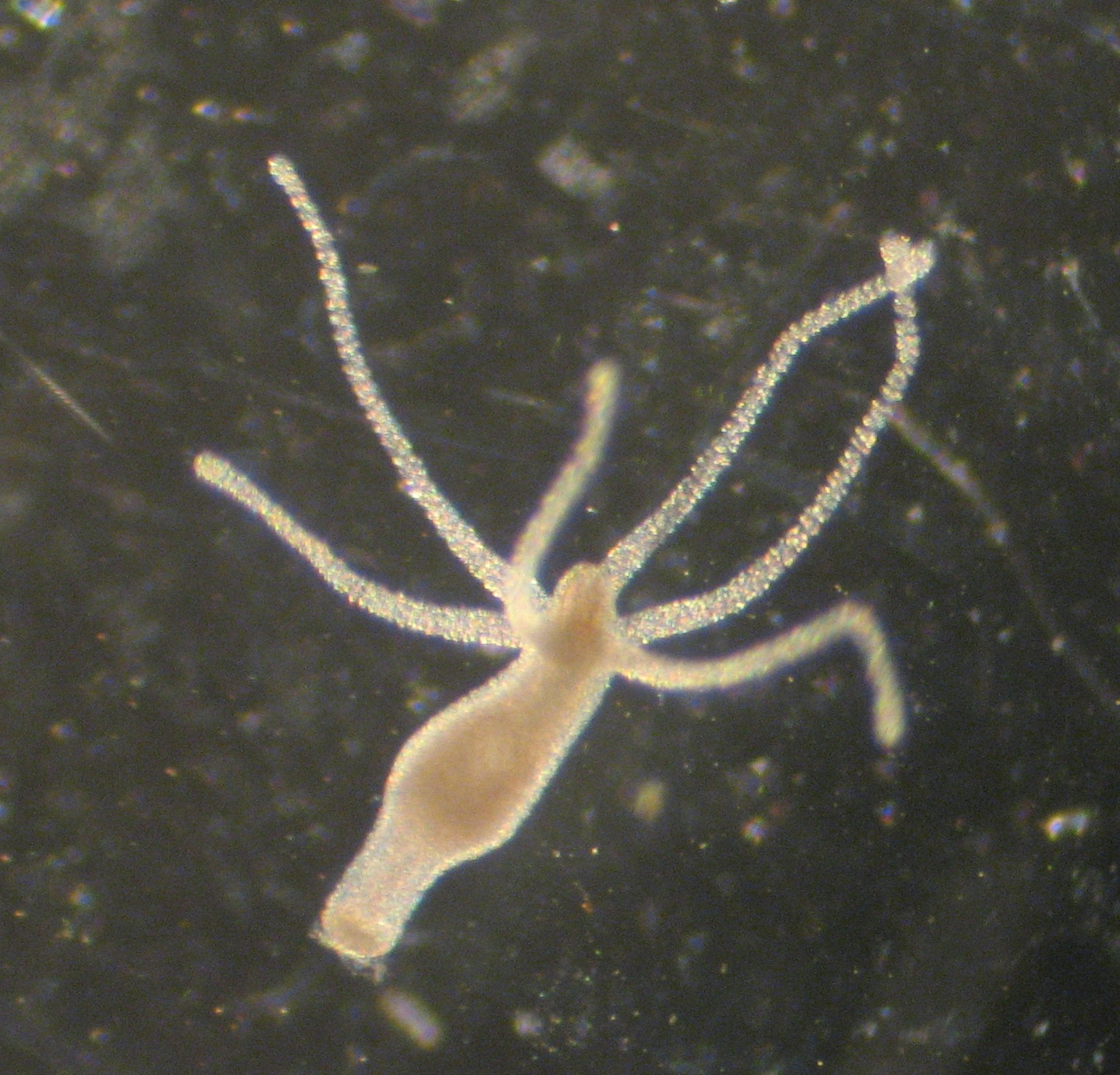
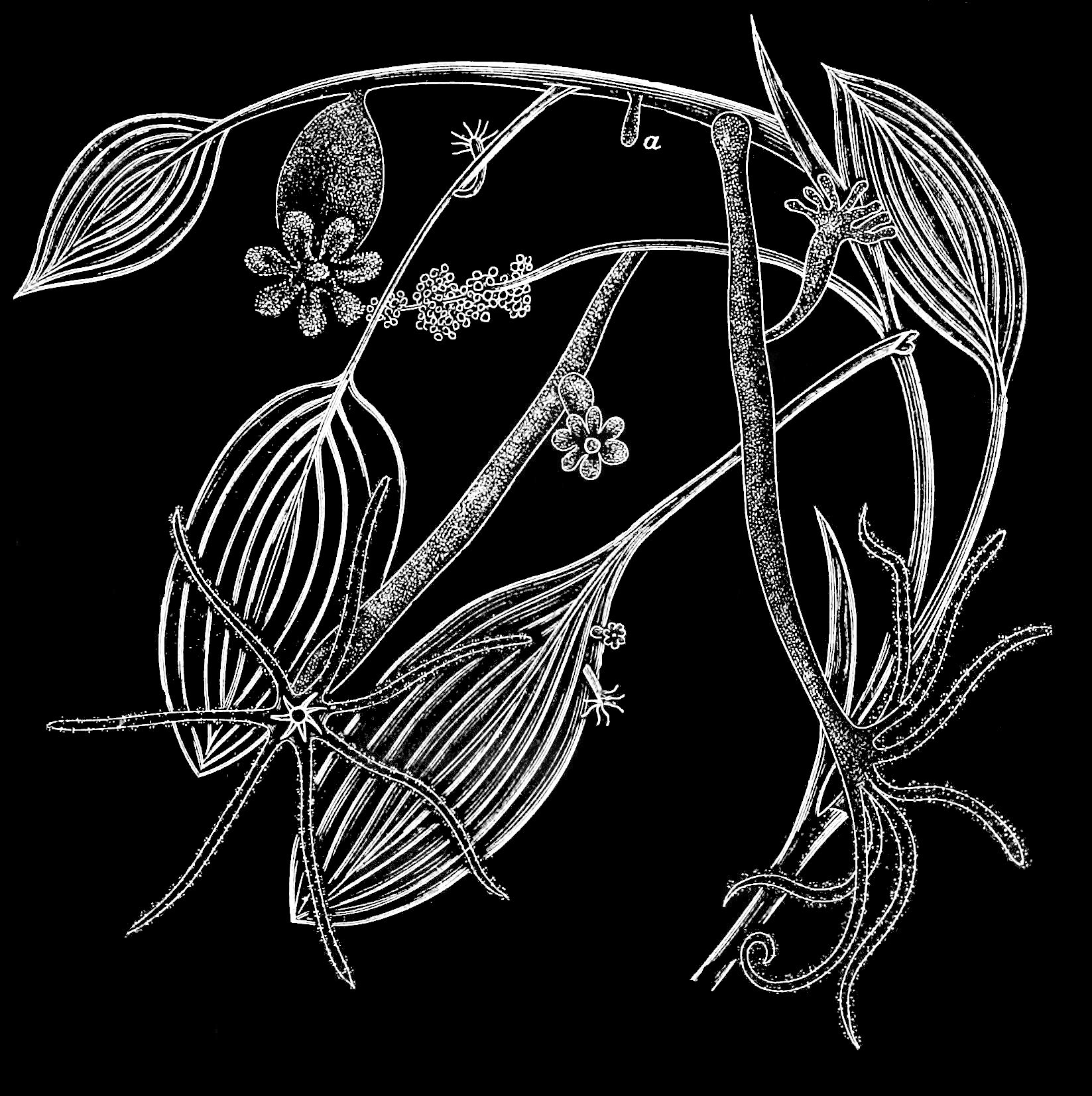
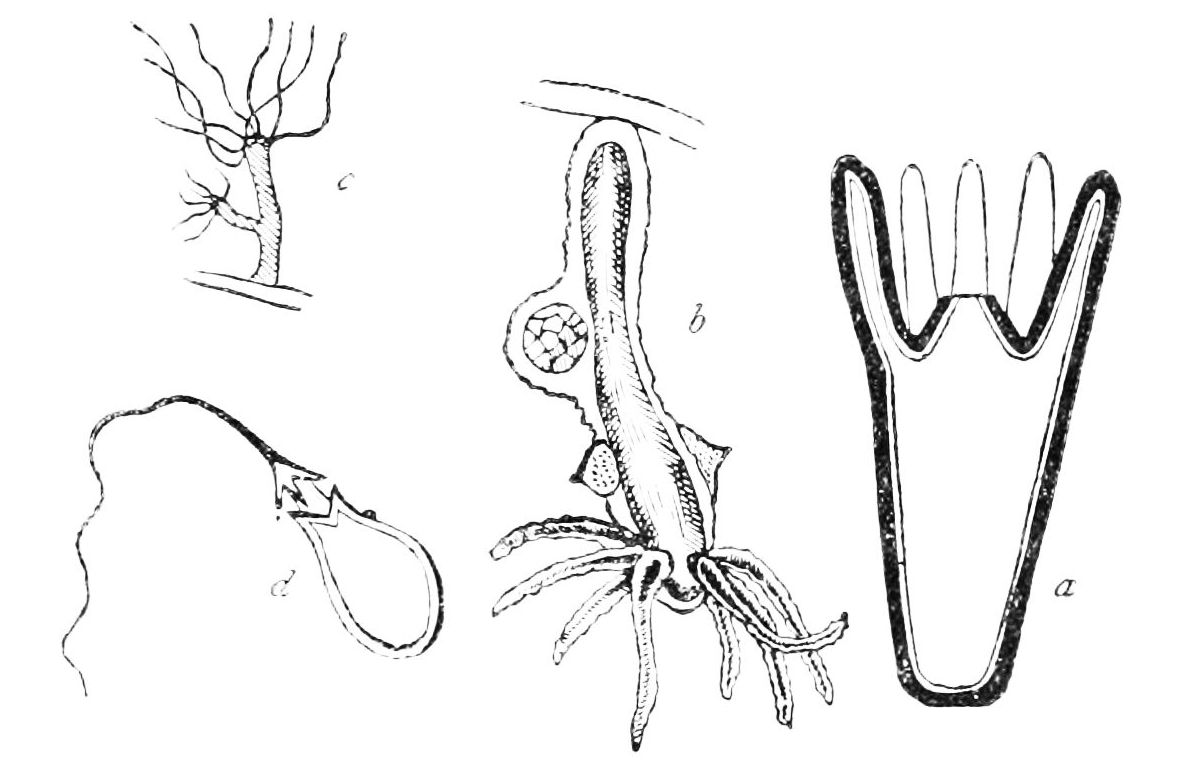
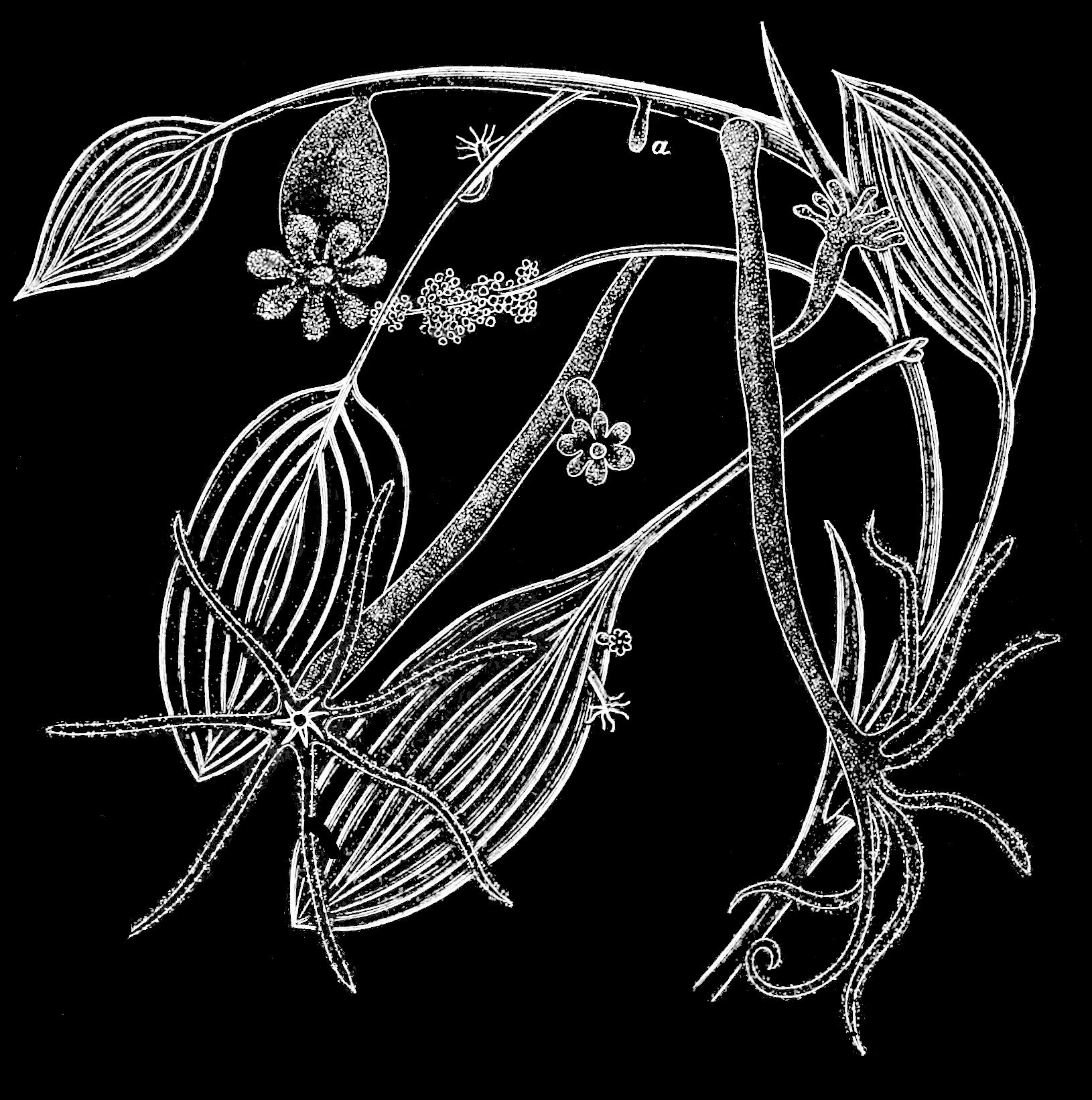